# Icewind Dale II
Icewind Dale II – komputerowa gra fabularna wyprodukowana przez Black Isle Studios i wydana przez Interplay Entertainment 27 sierpnia 2002. Akcja gry, podobnie jak pierwszej części, osadzona jest w Dolinie Lodowego Wichru, będącej częścią świata Forgotten Realms. Gracz przejmuje kontrolę nad drużyną najemników, w trakcie gdy 10 miast walczy z grupą prześladowanych ras i religii.
Icewind Dale II została zaprojektowana jako gra akcji, w przeciwieństwie do innych gier używających silnika Infinity Engine. Mniejszy nacisk położono na fabułę i eksplorację, a rozgrywkę oparto na trzeciej edycji Dungeons & Dragons. Jest to ostatnia gra stworzona przy pomocy tego silnika.
Gra zyskała przychylność krytyków, którzy chwalili walkę, tempo rozgrywki i użycie trzeciej edycji Dungeons & Dragons. Krytykowano przestarzały silnik i przeciętną grafikę.

## Fabuła
Akcja gry toczy się w fikcyjnym świecie fantasy Dungeons & Dragons na kontynencie Faerûn. Opowieść rozgrywa się w północnej części Doliny Lodowego Wichru, 30 lat po wydarzeniach z Icewind Dale. Gra zaczyna się w przystani Targos, należącej do grupy dziesięciu miast, która właśnie jest atakowana przez grupę goblinów. Stwory te są częścią legionu Chimery, armii stworzonej z wygnanych ras i sekt religijnych.
Gra rozpoczyna się, gdy grupa najemników przybywa statkiem aby bronić Targos. Dostają się na miejską palisadę i odpierają atak armii goblinów. Następnie burmistrz Targos rozkazuje im rozpocząć ofensywę na armię goblinów. Najemnicy zabijają ich wodza i odkrywają, że był pod dowództwem kobiety imieniem Sherincal. Kiedy wracają na Targos, burmistrz prosi ich o spotkanie z posiłkami z Neverwinter. Grupa podróżuje na ich spotkanie w sterowcu pilotowanym przez Oswalda Fiddlebendera.
Burza powoduje rozbicie statku. Kiedy grupa budzi się, odkrywa że lodowiec blokuje ścieżkę dla odsieczy. Podczas badania lodowca drużyna znajduje Sherincal, półsmoczycę, która strzeże wejścia do świątyni bogini Auril. Dowiadują się, że Sherincal przewodzi zachodnim siłom Chimery i że przywódcy legionu, bliźniaki o imionach Isair i Madae rezydują w Odciętej Dłoni. Wewnątrz świątyni Auril, bohaterowie znajdują więźnia z Kuldahar, który prosi ich o ostrzeżenie miasta o zagrożeniu ze strony legionu. Następnie grupa przedostaje się przez lodowiec i spotyka się z posiłkami.
Gdy drużyna podróżuje do Kuldahar, spotyka drowa imieniem Nym, który mówi bohaterom, że przejście do miasta jest strzeżone przez oddziały Chimery i że istnieje alternatywna ścieżka przez Podmrok. Później Isair i Madae znajdują grupę dzięki informacjom od Nyma. Oświadczają, że mają zamiar zaatakować Kuldahar i ostrzegają ich, aby się nie wtrącali. Drużyna przechodzi przez klasztor Czarnego Kruka i wchodzi do Podmroku. Po udanym przejściu przez podziemia zostają przewiezieni do Kuldahar przez Oswalda Fiddlebendera.
Kiedy grupa pojawia się na miejscu, okazuje się, że wioska została już najechana przez legion Chimery. Arcydruid Kuldahar mówi im, że został otwarty portal, aby umożliwić przejście wrogich yuan-ti z dżungli Chult. Po tym, jak grupa zapobiega atakowi, arcydruid mówi im, że mogą dotrzeć do Odciętej Dłoni przez wyjście na dolnym piętrze Smoczego Oka. Po dotarciu okazuje się, że wojnę między dziesięcioma miastami a legionem spowodował burmistrz Bryn Shander, który wysłał Isairowi i Madae zatrute jedzenie. W końcu bohaterowie odnajdują Isair i Madae i zabijają ich.

## Rozgrywka
Icewind Dale II to komputerowa gra fabularna oparta na trzeciej edycji Dungeons & Dragons. Rozgrywka toczy się na dwuwymiarowych planszach widzianych z góry poprzez tzw. rzut izometryczny. Interfejs gry zajmuje dolną część ekranu. Z jego poziomu można uzyskać dostęp np. do automapy czy dziennika, w którym zapisywane są zadania i ważne wydarzenia. Interakcja z grą przypomina tą z gier typu wskaż i kliknij. Na przykład kliknięcie na ziemi przesuwa wybraną postać gracza, a kliknięcie na postać niezależną zainicjuje dialog. Podczas rozmów gra prezentuje często kilka opcji dialogowych. Świat gry jest podzielony na osobne obszary. Początkowo każdy jest przesłonięty mgłą wojny, która odsłania się w miarę eksploracji obszaru. Tryb wieloosobowy jest dostępny dla maksymalnie sześciu graczy za pośrednictwem sieci lokalnej lub internetu. Dostępny jest również tryb Serce Furii, który zwiększa poziom trudności gry i zawiera potężniejsze przedmioty.
Rozpoczynając grę, gracz może wybrać wcześniej stworzoną drużynę lub stworzyć grupę złożoną z maksymalnie sześciu postaci; w przeciwieństwie do serii Baldur’s Gate, Icewind Dale II nie pozwala graczowi na importowanie postaci z poprzedniej gry Icewind Dale. Podczas tworzenia postaci gracz wybiera między innymi płeć, rasę, klasę, nastawienie i atrybuty. Gracz może czasami wybrać podgrupę rasy lub klasy, taką jak księżycowy elf lub nekromanta. Rasa, nastawienie i atrybuty wpływają na dostępne opcje dialogowe postaci gracza, a także na reakcje napotkanych postaci. Na przykład niektórzy będą uprzedzeni wobec pewnych ras lub postać o niskiej inteligencji będzie miała ograniczone opcje dialogowe. Niektóre rasy podrzędne w grze są znacznie potężniejsze niż rasy podstawowe obecne w trzeciej edycji Dungeons & Dragons; te rasy podrzędne muszą zdobyć więcej punktów doświadczenia niż inne, zanim awansują. W każdej chwili możliwe jest dodanie dodatkowych postaci do drużyny, także podczas walki.
Rozgrywka Icewind Dale II koncentruje się na walce. System walki jest adaptacją w czasie rzeczywistym systemu turowego używanego w Dungeons & Dragons, co spowodowało, że programiści usunęli pewne aspekty, takie jak ataki okazyjne. Gra symuluje rzut kostką. Zamiast turowych rund używanych w D&D, postacie mają niezależne rundy, podczas których mogą wykonać jedną lub więcej akcji, w zależności od takich czynników, jak czas trwania akcji. Gracz może w dowolnym momencie wstrzymać grę i wydawać rozkazy postaciom. Każda postać może nosić ograniczoną liczbę przedmiotów.

## Produkcja
Latem 2001 roku Black Isle Studios posiadało trzy zespoły programistów. Obejmowały one zespół Icewind Dale, zespół rozwijający grę Torn i zespół pracujący nad niezapowiedzianym projektem. Przed i podczas prac nad Torn kilku członków tego zespołu wyraziło zainteresowanie opracowaniem kolejnej gry wykorzystującej silnik Infinity. Zespół deweloperski nie został poinformowany o decyzji Black Isle Studios o opracowaniu Icewind Dale II aż do anulowania gry Torn. Według głównego projektanta Josha Sawyera nie wiadomo, kiedy producenci zdecydowali się stworzyć grę. W środę po południu Feargus Urquhart poprosił Sawyera, aby do czwartku po południu razem ze Steve’em Bokkesem napisali zarys fabuły i obszaru na którym będzie się rozgrywać gra. Po przekazaniu dokumentów, w piątek  po spotkaniu działu projekt był oficjalnie w fazie rozwoju. W tym okresie firma Interplay Entertainment polegała na grach Black Isle Studios, aby złagodzić problemy finansowe, co skutkowało presją na szybkie wydawanie gier. Decyzja o opracowaniu kontynuacji była częściowo oparta na dobrym przyjęciu pierwszego Icewind Dale i możliwości stosunkowo szybko gry na silniku Infinity. Zdaniem Sawyera stworzenie Icewind Dale II miało związek z ograniczeniem ryzyka i maksymalizacją naszych szans na popularny tytuł. Wstępne prace postępowały podczas jednoczesnego zaangażowania w dodatki do Icewind Dale, a produkcja właściwa rozpoczęła się pod koniec lipca 2001 roku, krótko po ukończeniu Trials of the Luremaster. Po sześciu miesiącach rozwoju gra została oficjalnie ogłoszona 4 lutego 2002 roku.
Icewind Dale II pierwotnie planowano jako niepełną konwersję trzeciej edycji Dungeons & Dragons z pominięciem wielu zasad. Miał zostać użyty system specjalizacji klasowych wprowadzony w Baldur’s Gate 2, ale ten pomysł został później porzucony. Sawyer i kilku innych członków zespołu naciskało na konwersję gry do trzeciej edycji. Zespołowi programistom ostatecznie przyznano rozszerzenie, które pozwoliło im dokończyć zmianę zasad do trzeciej edycji. Silnik Infinity wymagał szeroko zakrojonych modyfikacji, aby był zgodny z regułami trzeciej edycji, ponieważ pierwotnie został zaprojektowany dla reguł drugiej edycji; niektóre elementy zostały usunięte z powodu problemów z interfejsem i silnikiem. Interfejs gry został przeprojektowany. Zawiera nowe ikony przedmiotów i ikony zaklęć autorstwa Briana Menze; Menze wcześniej stworzył ikony zaklęć Planescape: Torment. Jason Manley, autor portretów z Icewind Dale, opuścił Black Isle Studios pod koniec 2001 roku; kilka z jego prac, które namalował przed wyjazdem, zostało później wykorzystanych w Icewind Dale II. Rozdzielczość gry została zwiększona do minimalnej rozdzielczości 800 na 600.
J. E. Sawyer był odpowiedzialny za implementację zasad D&D, ale już obszary gry zostały podzielone między kilku projektantów. Na przykład projektant Chris Avellone stworzył sekwencję otwierającą w tym Targos, projektant Dave Maldonado opracował klasztor Czarnego Kruka i duży obszar dzikiej przyrody, a projektanci John Deiley i Damien Foletto stworzyli obszary końcowe. W trakcie prac Sawyer opuścił zespół, aby pracować jako główny projektant przy innym wewnętrznym projekcie; Dave Maldonado i Chris Avellone otrzymali jego obszary do wykończenia. Twórcy chcieli, aby w porównaniu do poprzedniej odsłony gra zawierała więcej przerw od walki takich jak zagadki i interakcja z postaciami. Na decyzję o dołączeniu większej liczby zagadek wpłynął ich pozytywny odbiór w Trials of the Luremaster.
Gra osiągnęła status złoty 5 sierpnia 2002 roku i została wydana 27 sierpnia. Po oficjalnej premierze Sawyer wyraził niezadowolenie z całej serii. Powiedział, że nie był szczególnie zachwycony tym, jak wyszła jego praca nad Icewind Dale, a wkład w dodatek Heart of Winter był gorszy od podstawki. W odniesieniu do dwójki w jego ocenie wyszło lepiej, niż się spodziewał, ale nadal niezupełnie to, co chciał. Z kolei Chris Avellone powiedział później, Icewind Dale to była fajna seria, ale gra nie próbowała ustawiać poprzeczki wyżej dla swoich rywali. Ludzie mogą pamiętać, że spędzili miło czas, ale nie próbowaliśmy przełamać żadnego trendu ani zrobić niczego rewolucyjnego. Pod pewnymi względami był to właściwie krok wstecz w stosunku do innych gier. Wydano także edycję kolekcjonerską zawierającą dodatkowe rzeczy, takie jak kolorowa mapa z materiału i ścieżka dźwiękowa na płycie CD. Icewind Dale II była ostatnią grą opracowaną przy użyciu silnika Infinity.
Muzykę do gry skomponował Inon Zur, którego poprzednie prace obejmowały Baldur’s Gate II: Tron Bhaala i Fallout Tactics. Jego współpracownikiem był kompozytor pierwszej części Jeremy Soule. Inon Zur powiedział, że komponując ścieżkę dźwiękową, kilkakrotnie przepisywał motyw główny, próbując stworzyć utwór, który zachowałby brzmienie pierwszej odsłony i jednocześnie był oryginalny. Uchwycenie tego wszystkiego w 30–45 sekund nie było łatwe, ale w ocenie Zura, w końcu znaleźli właściwy ton dla oprawy dźwiękowej. Muzyka została skomponowana w pięć tygodni, a nagrywanie i miksowanie trwały trzy tygodnie. Z uwagi na ograniczony budżet do nagrania muzyki wykorzystano małą orkiestrę z Los Angeles. W wersji angielskiej głosu użyczyli m.in. Gabrielle Carteris, Peter Stormare i Gray DeLisle. W wersji polskiej byli to Henryk Talar, Mikołaj Müller i Andrzej Tomecki.
Studio Beamdog odpowiadające za odnowione wersje starszych gier w tym pierwszej części Icewind Dale wyraziło chęć stworzenia remaku dwójki. Niestety firma nie była w stanie odnaleźć kodu źródłowego gry. Szef Beamdog Trent Oster jest zdania, że ponowne wydanie bez kodu jest możliwe, jednak jest zbyt drogie i czasochłonne.

## Odbiór gry
Gra spotkała się z pozytywnym odbiorem recenzentów, uzyskując średnią wynoszącą 83/100 punktów według serwisu Metacritic. Kristian Brogger z czasopisma „Game Informer” opisał ją jako jedną z najlepszych gier cRPG, jakie kiedykolwiek wyszły na PC, a Greg Kasavin z GameSpotu uznał za świetną grę fabularną. Jednakże Ross Atherton z redakcji „PC Format” napisał: Brak w niej natchnienia i nie inspiruje, dając sobie wąski zakres wymagań wypełnia je bez widowiska. Niektórzy recenzenci porównali grę do Neverwinter Nights. Barry Brenesal z IGN napisał, że tempo Icewind Dale II jest bardziej zróżnicowane[w porównaniu z Neverwinter Nights], rozgrywka lepiej zbalansowana i wciągająca, a Brogger stwierdził, że interfejs jest znacznie lepszy od tego w Neverwinter Nights. Według Athertona w świetle Neverwinter Nights w grze jest niewiele wyjątkowych rzeczy, które się na tyle wyróżniają, żeby ją polecić. Chris Anderson z redakcji PC Zone napisał, że nie jest to wyczekiwany zabójca Baldur’s Gate II: Cienie Amn, a także nie umywa się do Neverwinter Nights. Redakcja serwisu Gry-Online w 2014 roku przyznała Icewind Dale II 61. miejsce na liście najlepszych gier cRPG wszech czasów.
Wielu recenzentów chwaliło walkę i tempo gry. Sam Hayne z amerykańskiej telewizji G4 nazwał walkę wysublimowaną i powiedział, że żadna gra Infinity Engine nie miała do tej pory tak interesującej i skomplikowanej walki taktycznej. Greg Kasavin pochwalił tempo rozgrywki. Anderson narzekał, że niektóre elementy stały się przestarzałe, ale jedynym prawdziwym minusem jest archaiczny system zaklęć i niewytłumaczalna konieczność odpoczynku po każdej walce. Gra była również chwalona za implementację zasad trzeciej edycji D&D. „Computer Gaming World” powiedział, że twórcy dobrze zrozumieli zasady i jest to najbardziej widoczne podczas rozwijania postaci, a Matthew Peckham z „PC Gamera” powiedział, że ma dobrą implementację zasad D&D. Kasavin nazwał interfejs dużym ulepszeniem w stosunku do podzielonego interfejsu wszystkich poprzednich gier Infinity Engine. Zdaniem Brenesala możliwość dostosowywania interfejsu, która wydaje się tak naturalna, sprawia, że zastanawiasz się, dlaczego wcześniej o tym nie pomyślano. Brogger wyróżnił interfejs, a w szczególności ekran ekwipunku.
Gra została skrytykowana za grafikę i silnik, który recenzenci uznali za przestarzały. Hayne określił silnik starym i niezgrabnym, a Atherton powiedział, że całość jest ograniczona przez skrzypiący silnik. Z drugiej strony niektóre media chwaliły stronę techniczną. Brogger nazwał Infinity najlepszym silnikiem RPG, jaki kiedykolwiek wynaleziono, a Kasavin powiedział, że nieśmiertelny może być dobrym słowem na określenie silnika, ponieważ faktem jest, że Icewind Dale II jest ostatecznie dobrą grą. Jeśli chodzi o grafikę, Kasavin powiedział, że pod wieloma względami gra reprezentuje najlepsze jak dotąd wykorzystanie wstępnie renderowanych grafik izometrycznych, ale to nie zmienia faktu, że finalny produkt ogólnie wygląda na niedzisiejszy. Brenesal uważał, że sprity stały się przestarzałe i że animacje są prymitywne jak na dzisiejsze standardy. New Straits Times zgodził się, mówiąc, że chociaż niektóre efekty były atrakcyjne, przestarzała oprawa graficzna nie może równać się ze współczesnymi grami pokroju Dungeon Siege i Neverwinter Nights. Redaktor Computer Gaming World wierzył, że gra konsekwentnie oferuje te same uderzające i pełne wyobraźni obszary, które nadają ton i urok gry, a Computer Games Magazine powiedział: może nie wygląda wspaniale, ale ma w sobie coś wyjątkowego. Prerenderowane tła w grze otrzymały pochwały. Brenesal powiedział, że grafika w akcji wygląda bardzo atrakcyjnie, a Brogger określił tła pięknymi. Wielu recenzentów narzekało na wyszukiwanie ścieżki, którą Anderson nazwał skandalicznie słabą.
Brogger porównał główną fabułę do tych z powieści fantasy. Peckham powiedział, że posiada imponującą fabułę oraz jedne z najbogatszych i najprzyjemniejszych dialogów od czasów Planescape Torment. Kasavin nazwał historię wciągającą i stwierdził, że gra jest bardzo dobrze napisana, oferuje wiele wyrazistych postaci i poważnych tematów. Anderson zauważył, że dzięki znakomicie napisanym postaciom bitwy mają o wiele więcej znaczenia, dzięki czemu za niekończącą się walką kryje się ciekawa fabuła. Atherton uznał, że Icewind Dale II również cierpi, tak jak jej poprzednik, z powodu historii osłabionej przez anonimowe główne postacie, które gracz tworzy samemu. Jeśli chodzi o dźwięk, Kasavin powiedział, że Inon Zur wykonał naprawdę fantastyczną robotę, być może nawet lepszą niż Soule w oryginalnym Icewind Dale i że dubbing jest na takim poziomie, jakiego możesz oczekiwać od gry fabularnej Black Isle Studios. Computer Gaming World napisał, że efekty dźwiękowe, muzyka i lektor są doskonałe.
Icewind Dale II była nominowana przez „Computer Gaming World” do nagrody  gry RPG roku, która ostatecznie trafiła do The Elder Scrolls III: Morrowind. Redaktorzy napisali, że jest ostatnią świetną grą opartą na starym silniku. Była także nominowana do najlepszej gry fabularnej 2002 na PC („PC Gamer US”) i najlepszej gry RPG (The Electric Playground), ale przegrała w obu przypadkach z Neverwinter Nights. Allen Rausch, pisząc materiał dla GameSpy w 2004 roku dotyczący gier D&D na PC, stwierdził, że choć nikt by nie powiedział, że jest to gra roku 2002, Black Isle Studios zdołało stworzyć ostatnią wspaniałą grę na leciwym silniku.